# Тикоцин
Тико́цин (Тико́цін, або Тикотин, пол. Tykocin) — місто в східній Польщі, на річці Нарві.
Належить до Білостоцького повіту Підляського воєводства.

## Демографія
Демографічна структура станом на 31 березня 2011 року:
|          | Загалом | Допрацездатний вік | Працездатний вік | Постпрацездатний вік |
| -------- | ------- | ------------------ | ---------------- | -------------------- |
| Чоловіки | 946     | 171                | 659              | 116                  |
| Жінки    | 1048    | 179                | 613              | 256                  |
| Разом    | 1994    | 350                | 1272             | 372                  |

## Відомі люди
- «Івашко» Гастольд — власник міста
- Гіоб Претфус — архітектор, королівський будівничий[5]
- Януш Радзивілл — помер у замку міста
- Якуб з Тикоцина — білоруський живописець XVII століття.

### Тикоцинські старости
- Іван (Ян) Радзивілл — крайчий литовський[6]
- Гіоб Претфус
- Ян Саріуш Замойський

### Померли
- Анна Кеттлер